# Homodes lithographa
Homodes lithographa là một loài bướm đêm trong họ Noctuidae.